# Scyllarus pygmaeus
Scyllarus pygmaeus is een tienpotigensoort uit de familie van de Scyllaridae. De wetenschappelijke naam van de soort is voor het eerst geldig gepubliceerd in 1888 door Bate.